# Jana nigristriata
Jana nigristriata är en fjärilsart som beskrevs av Antonius Johannes Theodorus Janse. Jana nigristriata ingår i släktet Jana och familjen Eupterotidae. Inga underarter finns listade i Catalogue of Life.